# 오반 (에도 시대)
오반(일본어: 大番)은 일본 에도 막부 때 에도 성이나 교토의 궁성, 오사카성을 지키던 군사 조직이다.